# 潘志琛
潘志琛（1956年10月13日—），汉族，安徽淮南人，中共党员，中华人民共和国政治人物。

## 生平
1978年9月至1982年7月，在安徽师范大学体育学院体育教育专业学习，毕业后留校任教。1988年7月，于北京体育学院（现北京体育大学）体育理论专业毕业，获教育学硕士学位。2004年获北京体育大学体育人文社会学专业博士学位。北京奥运周期出任国家体育总局竞技体育司副司长兼奥运备战办副主任。2009年出任自行车击剑运动管理中心主任。2012年伦敦奥运会上，中国击剑队夺下男子花剑个人和女子重剑团体两枚金牌，自行车项目夺得两银一铜的成绩。2013年3月，担任排球运动管理中心主任，任内请出郎平出任中国女排主教练。2015年8月，因涉嫌严重违纪违法，接受组织调查，并被免去排球运动管理中心主任、党委副书记职务。
2017年11月，因犯受贿罪，被判处有期徒刑四年，并处罚金人民币30万元。

## 家庭
- 妻子：王凯珍[3]，原首都体育学院副院长。